# Umsatzvariable
Die Umsatzvariable, auch Fortschreitungsgrad oder Reaktionsfortschritt (veraltet auch Reaktionslaufzahl, englisch extent of reaction) ist ein Maß für den Fortschritt einer gegebenen chemischen Reaktion. Die Umsatzvariable beinhaltet die Anzahl abgelaufener Reaktionen in mol. Sie ist so definiert, dass sie bei jedem möglichen Umsatz bezogen auf alle an der Reaktion beteiligten Stoffe jeweils den gleichen Wert annimmt und sich bei steigendem Umsatz jeweils um den gleichen Wert ändert. Die Umsatzvariable hat die SI-Einheit Mol und ist eine extensive Größe. Als Symbol für die Umsatzvariable empfiehlt die International Union of Pure and Applied Chemistry das kleine Xi {\displaystyle \xi }. In der Fachliteratur werden auch X, x oder ein kleines Chi {\displaystyle \chi } verwendet.
Die Umsatzvariable dient zur Eingliederung der Stöchiometrie einer Reaktion in mathematische Gleichungen der physikalischen Chemie. Eingeführt wurde sie als degré d'avancement von Théophile de Donder.

## Geschichte
Noch um 1958 waren Fortschreitungsgrad und Umsatzvariable im deutschsprachigen Hochschul- und Chemietechnik-Bereich unbekannt oder unüblich und wurden teilweise in einschlägigen Fachbüchern nicht erwähnt (siehe, beispielsweise, das bundesdeutsche Buch von Walter Brötz: Grundriß der chemischen Reaktionstechnik).
Schon im Jahr 1960 nutzt ein bekanntes Hochschulbuch der DDR, "Physikalische Chemie für Techniker und Ingenieure", welches von 1960 bis mindestens 1990 viele Male unverändert neu aufgelegt wird, die Größen "Reaktionsfortschritt {\displaystyle \xi }" und "volumenbezogener Reaktionsfortschritt {\displaystyle \xi ^{'}}".
Die DDR hatte das SI-System am 31. Mai 1967 per Gesetz eingeführt.
Im Jahr 1978 listet ein DDR-Hochschulbuch die Größen der Chemie (mit deren Einheiten) nach dem SI-System auf. Es wurde damals im SI-System zwischen Fortschreitungsgrad {\displaystyle \xi } (Einheit: [mol]) und Umsatzvariable x (Einheit: [mol/m3]) unterschieden (Der einheitslose Umsetzungsgrad=Umsatz hatte damals das Symbol U). Demnach entsprach die damalige Umsatzvariable des SI (um 1976/78) dem heutigen volumenbezogenen Fortschreitungsgrad.
Die Vergabe eines kleinen "x" als Größensymbol für den volumenbezogenen Fortschreitungsgrad ("Umsatzvariable" um 1976/78 oder eher im SI-System) zeigte bereits dessen Bedeutung für die Bilanzierung (volumenkonstanter) Reaktionen.
Das DDR-Lexikon "ABC Verfahrenstechnik" in Erstausgabe von 1979 benennt nur "Fortschreitungsgrad X" und "Umsatz U". Weder volumenbezogener Fortschreitungsgrad noch eine "Umsatzvariable" sind behandelt. Hauptautor ist der sehr bekannte Verfahrenstechniker Günter Adolphi gewesen, ein Pionier der Verfahrenstechnik. Das unter Federführung von G. Adolphi entstandene "Lehrbuch der chemischen Verfahrenstechnik" war 1967 noch ohne Fortschreitungsgrad/Reaktionslaufzahl/Umsatzvariable ausgekommen, deutete aber bereits die Sinnhaftigkeit der Definition einer neuen Größe (Quotient aus Stoffmenge ni und zugehörigem stöchiometrischen Koeffizienten {\displaystyle \nu _{i}}) an, welcher mit einem kleinen Lambda als Symbol versehen wurde. An der Entstehung dieses Fachbuches waren weitere Hochschuldozenten beteiligt.
Die jeweils zweibändigen Brockhaus-Lexika der DDR, namens "abc Chemie" (Erstausgabe 1965) sowie "abc Physik" (verbesserte Zweitausgabe 1989) behandeln weder Fortschreitungsgrad, volumenbezogenen Fortschreitungsgrad, Umsatz noch eine Umsatzvariable.
Die "Brockhaus Enzyklopädie in 24 Bänden" von 1993, in neunzehnter neubearbeiteter Auflage, behandelt keine der Begriffe oder Größen: Fortschreitungsgrad, Reaktionslaufzahl, Reaktionsgrad, Umsatzvariable.

## Definition
Eine betrachtete chemische Reaktion habe die Reaktanten {\displaystyle \mathrm {A} }, {\displaystyle \mathrm {B} },... mit den konventionsgemäß negativen stöchiometrischen Zahlen {\displaystyle \nu _{\mathrm {A} }}, {\displaystyle \nu _{\mathrm {B} }},... und die Reaktionsprodukte {\displaystyle \mathrm {K} }, {\displaystyle \mathrm {L} },... mit positiven {\displaystyle \nu _{\mathrm {K} }}, {\displaystyle \nu _{\mathrm {L} }},... In der Reaktionsgleichung stehen die Beträge der stöchiometrischen Zahlen:
{\displaystyle |\nu _{\mathrm {A} }|\mathrm {A} +|\nu _{\mathrm {B} }|\mathrm {B} +\dots \;\longrightarrow \;|\nu _{\mathrm {K} }|\mathrm {K} +|\nu _{\mathrm {L} }|\mathrm {L} +\dots }
Es sei {\displaystyle \Delta n_{i}} die Änderung der Stoffmenge eines an der betrachteten Reaktion beteiligten Stoffes {\displaystyle i} (Reaktant oder Reaktionsprodukt) zwischen zwei bestimmten Zeitpunkten. Teilt man die {\displaystyle \Delta n_{i}} durch die zugehörigen stöchiometrischen Zahlen {\displaystyle \nu _{\mathrm {i} }}, erhält man für alle beteiligten Stoffe jeweils denselben Wert. Entsprechendes gilt für differentielle Änderungen:
{\displaystyle {\frac {\mathrm {d} n_{\mathrm {A} }}{\nu _{\mathrm {A} }}}={\frac {\mathrm {d} n_{\mathrm {B} }}{\nu _{\mathrm {B} }}}={\frac {\mathrm {d} n_{\mathrm {K} }}{\nu _{\mathrm {K} }}}={\frac {\mathrm {d} n_{\mathrm {L} }}{\nu _{\mathrm {L} }}}=\dots =\mathrm {d} \xi ,}
was die Umsatzvariable {\displaystyle \xi } allgemein definiert.
Die Umsatzvariable einer Reaktion ist abhängig von der Formulierung der Reaktionsgleichung, da der Reaktionsgleichung die stöchiometrischen Zahlen entnommen werden. Insbesondere haben die stöchiometrischen Zahlen {\displaystyle \nu _{i}} nur dann die konventionellen Vorzeichen, wenn die Reaktion in dieselbe Richtung läuft, wie die Reaktionsgleichung formuliert ist. Dann nimmt {\displaystyle \xi } im Reaktionsverlauf zu.

### Absolute Umsatzvariablen für Reaktionen im Batchbetrieb
Für einen Chargenprozess ist es sinnvoll, von einem Beginn der Reaktion zu sprechen und für den Nullpunkt von {\displaystyle \xi } diesen Zeitpunkt zu wählen, da meist für (mindestens) ein Produkt die anfängliche Stoffmenge {\displaystyle n_{i,0}} null ist. Dann ist
{\displaystyle \xi ={\frac {n_{i}-n_{i,0}}{\nu _{i}}}\geq 0}
bzw. aufgelöst nach {\displaystyle n_{i}}
{\displaystyle n_{i}=n_{i,0}+\nu _{i}\xi }
bzw. abgeleitet nach {\displaystyle \xi }
{\displaystyle {\frac {\mathrm {d} n_{i}}{\mathrm {d} \xi }}=\nu _{i}}
Die Beispielreaktion
{\displaystyle \mathrm {3\,H_{2}+N_{2}\,\longrightarrow \,2\,NH_{3}} }
hat die stöchiometrischen Zahlen
{\displaystyle -3={\frac {\mathrm {d} n\mathrm {(H_{2})} }{\mathrm {d} \xi }}}
{\displaystyle -1={\frac {\mathrm {d} n\mathrm {(N_{2})} }{\mathrm {d} \xi }}}
{\displaystyle +2={\frac {\mathrm {d} n\mathrm {(NH_{3})} }{\mathrm {d} \xi }}}
und nach einem Umsatz von z. B. {\displaystyle \xi =1} mol haben sich die Stoffmengen von H2, N2 und NH3 um 3 und 1 mol verringert bzw. um 2 mol erhöht.

### Zeitabhängige Umsatzvariablen für Reaktionen im Fließbetrieb
Wird eine Reaktion als kontinuierlicher Prozess durchgeführt, ist die Umsatzvariable eine Größe mit Zeitbezug,
{\displaystyle {\frac {\mathrm {d} \xi }{\mathrm {d} t}}={\frac {1}{\nu _{i}}}{\frac {\mathrm {d} n_{i}}{\mathrm {d} t}}} in Leibniz-Notation
bzw. {\displaystyle {\dot {\xi }}={\frac {{\dot {n}}_{i}}{\nu _{i}}}} in Newton-Notation.
Die SI-Einheit von {\displaystyle {\dot {\xi }}} ist mol/s.

## Modifizierte Umsatzvariablen

### Volumenbezogene Umsatzvariable
Die volumenbezogene Umsatzvariable {\displaystyle \Phi } wird erhalten, indem die extensive Zustandsvariable {\displaystyle \xi } durch das der Reaktion zur Verfügung stehende Volumen {\displaystyle V} dividiert wird. Sie ist definiert als:
{\displaystyle \Phi ={\frac {\xi }{V}}={\frac {\Delta n_{i}}{\nu _{i}\cdot V}}={\frac {\Delta c_{i}}{\nu _{i}}}}
Hierbei ist {\displaystyle c_{i}} die volumenbezogene Stoffmengenkonzentration eines an der betrachteten Reaktion beteiligten Stoffes {\displaystyle i}. Da {\displaystyle V} seinerseits eine extensive Zustandsgröße ist, muss die volumenbezogene Umsatzvariable {\displaystyle \Phi } eine intensive Größe sein.

### Stoffmengenbezogene Umsatzvariable
Die stoffmengenbezogene Umsatzvariable {\displaystyle \xi '} bezieht sich auf die Gesamtanfangsstoffmenge {\displaystyle n{_{ges,0}}}:
{\displaystyle \xi ^{\prime }={\frac {\xi }{n_{ges,0}}}={\frac {\Phi }{c_{ges,0}}}}
Mit {\displaystyle z} an der betrachteten Reaktion beteiligten Stoffen sind {\displaystyle n_{ges,0}=\sum _{i=1}^{z}{n_{i,0}}} beziehungsweise {\displaystyle c_{ges,0}=\sum _{i=1}^{z}{c_{i,0}}}.
Da {\displaystyle n{_{ges,0}}} seinerseits eine extensive Zustandsgröße ist, muss die stoffmengenbezogene Umsatzvariable {\displaystyle \xi '} eine intensive Größe sein. Teilweise wird die auf die Gesamtanfangsstoffmenge {\displaystyle n{_{ges,0}}} bezogene Umsatzvariable auch durch ein großes Phi mit rechts hochgestelltem Sternchen {\displaystyle \Phi ^{*}} symbolisiert.

### Massenbezogene Umsatzvariable
Die massenbezogene Umsatzvariable {\displaystyle \xi ''} bezieht sich auf die Gesamtmasse {\displaystyle m_{ges}} der eingesetzten Reaktanten, die sich wegen des Massenerhaltungssatzes während der Reaktion nicht ändert:
{\displaystyle \xi ^{\prime \prime }={\frac {\xi }{m_{ges}}}}
Da {\displaystyle m_{ges}} seinerseits eine extensive Zustandsgröße ist, muss die massenbezogene Umsatzvariable {\displaystyle \xi ''} eine intensive Größe sein. Die Verwendung der massenbezogenen Umsatzvariable {\displaystyle \xi ''} wird für Reaktionen mit veränderlichem Reaktionsvolumen empfohlen.

### Tabellarische Übersicht
| Größe | empfohlenes Formelzeichen               | alternativ übliche Formelzeichen                                                         | Definition (Batchbetrieb) | Einheit (Batchbetrieb)   | Einheit (Fließbetrieb)           |
| --- | --------------------------------------- | ---------------------------------------------------------------------------------------- | --- | ------------------------ | -------------------------------- |
| Umsatzvariable (im SI-System um 1978 nur "Fortschreitungsgrad {\displaystyle \xi }")                                  | {\displaystyle \xi }                    | {\displaystyle \chi }, X, x                                                              | {\displaystyle {\frac {\Delta n_{i}}{\nu _{i}}}}                                                                                            | [mol]                    | [mol/h]                          |
| Volumenbezogene Umsatzvariable (im SI-System um 1978 nur "Umsatzvariable x")                                          | {\displaystyle \Phi }                   | {\displaystyle \lambda } (auch: x, {\displaystyle \xi } oder {\displaystyle \xi ^{'}} !) | {\displaystyle {\frac {1}{V}}\cdot {\frac {\Delta n_{i}}{\nu _{i}}}={\frac {\Delta c_{i}}{\nu _{i}}}}                                       | [mol/l]                  | [(mol/h)/(l/h)], [mol/l]         |
| Stoffmengenbezogene Umsatzvariable, (stoffmengen)konzentrationsbezogene Umsatzvariable, dimensionslose Umsatzvariable | {\displaystyle {\xi }^{\prime }}        | {\displaystyle {\Phi }^{*}}, {\displaystyle {\bar {\bar {\lambda }}}}                    | {\displaystyle {\frac {1}{n_{ges,0}}}\cdot {\frac {\Delta n_{i}}{\nu _{i}}}={\frac {1}{c_{ges,0}}}\cdot {\frac {\Delta c_{i}}{\nu _{i}}}}   | [mol/mol], dimensionslos | [(mol/h)/(mol/h)], dimensionslos |
| Massenbezogene Umsatzvariable                                                                                         | {\displaystyle {\xi }^{\prime \prime }} | {\displaystyle {\bar {\lambda }}}                                                        | {\displaystyle {\frac {1}{m_{ges}}}\cdot {\frac {\Delta n_{i}}{\nu _{i}}}={\frac {1}{\rho _{ges,0}}}\cdot {\frac {\Delta c_{i}}{\nu _{i}}}} | [mol/g]                  | [(mol/h)/(g/h)], [mol/g]         |

{\displaystyle \rho _{ges,0}} ist die Gesamtmasse pro Volumen, also die Dichte (Massendichte), hier die Anfangsdichte.

## Theoretischer Maximalwert der Umsatzvariable für eine unabhängige Einzelreaktion (Hinreaktion)
Beispielhaft sollen hier die beiden Ausgangsstoffe A und B zum Produkt C reagieren.
Derjenige Ausgangsstoff, der zuerst die Stoffmengenkonzentration 0 erreicht, bestimmt das zeitliche Reaktionsende, denn dann stoppt die Reaktion. Dabei sind aber die stöchiometrischen Koeffizienten der betrachteten Ausgangsstoffe zu berücksichtigen. Ein Ausgangsstoff mit stöch. Koeffizient 2 nimmt doppelt so schnell in seiner Konzentration ab wie ein Ausgangsstoff der Koeffizient 1 hat.
Daher gilt für die maximal mögliche Umsatzvariable einer einfachen unabhängigen Einzelreaktion:
{\displaystyle \xi _{max}={({\frac {0-n_{i,0}}{\nu _{i}}})}_{min}={({\frac {n_{i,0}}{|\nu _{i}|}})}_{min}}
oder eben mit Volumenbezug als volumenbezogene/modifizierte Umsatzvariable:
{\displaystyle \Phi _{max}={({\frac {0-c_{i,0}}{\nu _{i}}})}_{min}={({\frac {c_{i,0}}{|\nu _{i}|}})}_{min}}
Hier ist i also ein Ausgangsstoff. Derjenige Ausgangsstoff, dessen Quotient von Anfangsstoffmenge bzw. Anfangskonzentration geteilt durch seinen stöchiometrischen Faktor das kleinste Ergebnis des Quotienten liefert, bestimmt den Maximalwert der Umsatzvariable. Theoretisch würde dieser Maximalwert – je nach auftretenden Reaktionsgeschwindigkeiten r – eventuell erst nach unendlich langer Zeit erreicht (vollständiger Reaktionsablauf).

## Reaktionsgrad
Der Reaktionsgrad {\displaystyle \alpha } (degree of reaction) ist das Verhältnis der (zeitlich aktuellen) Umsatzvariable {\displaystyle \xi } zum theoretischen Maximalwert der Umsatzvariable {\displaystyle \xi _{\mathrm {max} }} (je nach vorhandenen Anfangskonzentrationen der Ausgangsstoffe im vorliegenden Anwendungsfall):
{\displaystyle \alpha (t)={\frac {\xi (t)}{\xi _{\mathrm {max} }}}}
bzw. für Gleichgewichtsreaktionen („GG“):
{\displaystyle \alpha _{GG}={\frac {\xi _{GG}}{\xi _{\mathrm {max} }}}}
Der Reaktionsgrad ist dimensionslos und nimmt Werte zwischen 0 und 1 an. Die Bezeichnung Reaktionsgrad ist in deutscher Literatur kaum gebräuchlich, für spezielle Reaktionen werden Worte wie Dissoziationsgrad oder Ionisierungsgrad verwendet.
Der Reaktionsgrad spielt eine Rolle bei der Bilanzierung von Gleichgewichtsreaktionen (Hin- und Rückreaktion gemeinsam bilanziert).
In älterer Literatur wurde dem Reaktionsgrad auch das Formelzeichen {\displaystyle \rho } oder {\displaystyle \varrho } (kleines Rho) zugewiesen, was aber nicht empfehlenswert ist, da dieser Buchstabe heute üblicherweise der Dichte (Massendichte) zugeordnet ist.

## Gleichgewichts-Umsatzvariable einer Gleichgewichtsreaktion (Hin- und Rückreaktion)
Liegt eine Gleichgewichtsreaktion vor, so werden die Ausgangsstoffe niemals verbraucht sein, da sie durch die Rückreaktion wieder gebildet werden. Es stellt sich ein Fließgleichgewicht ein, dem konstante Konzentrationen und somit eine Gleichgewichts-Umsatzvariable {\displaystyle \xi _{GG}} zugehörig sind.
Bei konstanter Temperatur und konstantem Druck gibt es also einen Reaktionsgrad {\displaystyle \alpha } der Gleichgewichtsreaktion, der mit dem theoretischen Maximalwert der Umsatzvariable (der Hinreaktion) {\displaystyle \xi _{max}} definitionsgemäß verknüpft ist:
{\displaystyle \xi _{GG}=\alpha _{GG}\cdot \xi _{max}}
Für die Stoffmengenänderung von t=0 bis zur Einstellung des Gleichgewichts gilt auch hier (entsprechend der allgemeinen Definition der Umsatzvariable):
{\displaystyle \Delta n_{i,GG}=n_{i,GG}-n_{i,0}=\nu _{i}\cdot \xi _{GG}=\nu _{i}\cdot \alpha _{GG}\cdot \xi _{max}}
Teilen der Gleichung durch das konstante Volumen (für volumenkonstante Reaktionen) liefert:
{\displaystyle \Delta c_{i,GG}=c_{i,GG}-c_{i,0}=\nu _{i}\cdot \Phi _{GG}=\nu _{i}\cdot \alpha _{GG}\cdot \Phi _{max}}
Die (theoretisch möglichen) Maximalwerte der Umsatzvariable werden aus den Anfangskonzentrationen der Ausgangsstoffe der Hinreaktion berechnet und betreffen daher die Hinreaktion, die die Produkte bildet.
Für Ausgangsstoffe ist der stöchiometrische Koeffizient als negativer Wert einzusetzen.
Die Umstellung der beiden letzten Gleichungen liefert Bilanzgleichungen für Gleichgewichtsreaktionen.

## Chemische Reaktionsgeschwindigkeit
Die Reaktionsgeschwindigkeit r der chemischen Kinetik ist für volumenkonstante Reaktionen definiert als die zeitliche Ableitung der Stoffmenge pro stöchiometrischem Koeffizienten und pro Volumen. Dies entspricht der zeitlichen Ableitung der modifizierten/volumenbezogenen Umsatzvariable {\displaystyle \Phi }:
{\displaystyle r(c,p,T)={\frac {1}{V}}\cdot {\frac {dn_{i}}{\nu _{i}\cdot dt}}={\frac {1}{V}}\cdot {\frac {d\xi }{dt}}={\frac {dc_{i}}{\nu _{i}\cdot dt}}={\frac {d\Phi }{dt}}}

### Umsätze X, Ausbeute A und alle Umsatzvariablen sind integrale Größen
Aus der oben genannten Definitionsgleichung der chemischen Reaktionsgeschwindigkeit r als differentielle Größe resultiert folgerichtig, dass die Größen Umsatz (X oder U), Ausbeute (A oder P) sowie Umsatzvariable {\displaystyle \xi } und alle modifizierten Umsatzvariablen integrale Größen sind.
Zu jeder Reaktionsdauer (Zeitdifferenz) gehören also in der Praxis für ein chemisches System bei konstanter Temperatur T und konstantem Druck p ein im Versuch ermittelbarer Konzentrations-Zeit-Verlauf (zeitliche Konzentrationsänderung). Dieser Konzentrationsänderung sind definitionsgemäß Werte für Umsätze, Umsatzvariablen und Ausbeuten (als integrale Werte) zugewiesen.
Eine „Vorab-Berechnung“ des Konzentrations-Zeit-Verlaufes für ein chemisches System wäre nur möglich, wenn zuvor im Versuch der tatsächliche/reale Konzentrationsverlauf bestimmt wurde durch Probenahmen und Konzentrationsmessungen und dazu dann ein geeignetes differentielles Zeitgesetz für die Reaktionsgeschwindigkeit r ausgewählt wurde (statistische Minimierung der Fehlerquadratsumme).
Letztlich muss dieses differentielle Zeitgesetz der Chemischen Kinetik ( r=f(c,T,p) ) noch integriert werden um zeitliche Konzentrationsverläufe (und damit auch Umsätze, Ausbeuten und Umsatzvariablen) berechnen zu können.

## Chemietechnische Bilanzgleichungen chemischer Reaktionen in der Verfahrenstechnik
Die schon genannten Definitionsgleichungen von Umsatzvariable (Fortschreitungsgrad) {\displaystyle \xi } und insbesondere die der modifizierten Umsatzvariablen, wurden so definiert, dass sie zur Erstellung allgemeingültiger Bilanzgleichungen (für volumenkonstante Reaktionen !) angewendet werden können. Dazu werden teilweise noch die Größen Molare Masse M, Dichte (Massendichte, Gesamtdichte) {\displaystyle \rho } und Massenkonzentration (Partialdichte) {\displaystyle \rho _{i}} (oder {\displaystyle \beta _{i}} ) mit herangezogen.
Außerdem fließt der stöchiometrische Koeffizient {\displaystyle \nu _{i}} des betrachteten Reaktionsteilnehmers i (aus der Reaktionsgleichung) mit in die Gleichungen ein.
In den nachfolgend genannten Bilanzgleichungen sind stöchiometrische Koeffizienten von Ausgangsstoffen (Edukte) negativ einzusetzen, die von Produkten aber positiv. Diese Gleichungen beruhen daher auf einer (vorzeichenrichtigen) Addition !

### Bilanzen für einzelne Reaktionsteilnehmer i
Stoffmengen-Bilanz für Batchbetrieb:
{\displaystyle n_{i}(t)=n_{i,0}+\Delta n_{i}(t)=n_{i,0}+\nu _{i}\cdot \xi {(t)}}
Teilen durch das konstante Volumen V (Anfangsvolumen=Endvolumen) liefert die folgende Bilanzgleichung.
Stoffmengenkonzentration-Bilanz für Batchbetrieb:
{\displaystyle c_{i}(t)=c_{i,0}+\Delta c_{i}(t)=c_{i,0}+\nu _{i}\cdot \Phi {(t)}}
Massenkonzentration-Bilanz (Partialdichte-Bilanz) für Batchbetrieb:
{\displaystyle \rho _{i}(t)={\frac {m_{i}(t)}{V}}={\frac {m_{i,0}}{V}}+{\frac {\Delta m_{i}(t)}{V}}=\rho _{i,0}+\nu _{i}\cdot M_{i}\cdot {\frac {\Delta n_{i}(t)}{V\cdot \nu _{i}}}=\rho _{i,0}+\nu _{i}\cdot M_{i}\cdot \Phi {(t)}}
Hier ist noch darauf hinzuweisen, dass die Massenkonzentration (Partialdichte) {\displaystyle \rho _{i}} des Stoffes i das Produkt aus dessen Stoffmengenkonzentration ci und seiner Molaren Masse Mi ist:
{\displaystyle \rho _{i}=c_{i}\cdot M_{i}}
Massenanteil-Bilanz für Batchbetrieb:
{\displaystyle w_{i}(t)={\frac {m_{i}(t)}{m_{ges}}}={\frac {m_{i,0}}{m_{ges}}}+{\frac {\Delta m_{i}(t)}{m_{ges}}}=w_{i,0}+\nu _{i}\cdot M_{i}\cdot {\frac {\Delta n_{i}(t)}{\nu _{i}\cdot m_{ges}}}=w_{i,0}+\nu _{i}\cdot M_{i}\cdot {\xi }^{\prime \prime }{(t)}}
Am schwierigsten ist die Herleitung der Stoffmengenanteil-Bilanz, da bei dieser in Zähler und Nenner die modifizierte Umsatzvariable (stoffmengenbezogen, konzentrationsbezogen, einheitslos) einfließt. Bei den anderen Bilanzen war die Größe im Nenner jeweils konstant gewesen (Volumen oder Gesamtmasse). Die Summenstoffmenge in dieser Bilanz verändert sich aber mit der Reaktionsdauer t.
Stoffmengenanteil-Bilanz für Batchbetrieb:
{\displaystyle x_{i}(t)={\frac {n_{i}(t)}{n_{ges}(t)}}={\frac {n_{i,0}+\nu _{i}\cdot \xi {(t)}}{n_{ges,0}+(\sum _{i}\nu _{i})\cdot \xi {(t)}}}}
Teilt man nun alle Terme in Zähler und Nenner durch die Anfangs-Summen-Stoffmenge nges,0 so folgt daraus:
{\displaystyle x_{i}(t)={\frac {{\frac {n_{i,0}}{n_{ges,0}}}+\nu _{i}\cdot {\frac {\xi {(t)}}{n_{ges,0}}}}{{\frac {n_{ges,0}}{n_{ges,0}}}+(\sum _{i}\nu _{i})\cdot {\frac {\xi {(t)}}{n_{ges,0}}}}}={\frac {x_{i,0}+\nu _{i}\cdot {\xi }^{\prime }{(t)}}{1+(\sum _{i}\nu _{i})\cdot {\xi }^{\prime }{(t)}}}}
Wie man sieht, hat man es einmal mit der „normalen“ Umsatzvariable {\displaystyle \xi } und im anderen Falle mit der stoffmengenspezifischen Umsatzvariable {\displaystyle {\xi }^{\prime }} in diesen Gleichungen zu tun. Letztere ist auf die Summen-Anfangsstoffmenge bezogen (rechter Teil).
Es ist noch möglich, den Gleichungsteil mit den Stoffmengen(quotienten) jeweils in Zähler und Nenner der Teilbrüche durch das konstante Volumen zu teilen. Aus Stoffmengen werden so Stoffmengenkonzentrationen. Aus der normalen Umsatzvariable wird nun die volumenbezogene (soweit man auch diesen Teilbruch mit dem Kehrwert des Volumens in Zähler und Nenner erweitert). Es gibt also verschiedene Versionen dieser Gleichung, die alle gleichwertig sind.
Der Quotient von Einzelkonzentration ci zur molaren Summenkonzentration cges ist ebenfalls der Stoffmengenanteil:
{\displaystyle x_{i}={\frac {n_{i}}{n_{ges}}}={\frac {c_{i}}{c_{ges}}}}
Zu den Versionen der Stoffmengenanteil-Bilanzgleichung gehört auch:
{\displaystyle x_{i}(t)={\frac {x_{i,0}+\nu _{i}\cdot {\frac {\xi {(t)}/V}{n_{ges,0}/V}}}{1+(\sum _{i}\nu _{i})\cdot {\frac {\xi {(t)}/V}{n_{ges,0}/V}}}}={\frac {x_{i,0}+\nu _{i}\cdot {\frac {\Phi {(t)}}{c_{ges,0}}}}{1+(\sum _{i}\nu _{i})\cdot {\frac {\Phi {(t)}}{c_{ges,0}}}}}}
So wurde also die volumenbezogene Umsatzvariable {\displaystyle \Phi } in die Gleichung eingeführt.

### Summenbilanzen aller Reaktionsteilnehmer i
So wie für jede an einer chemischen Reaktion teilnehmende Einzelsubstanz eine eigene Bilanzgleichung aufgestellt werden kann, ist es möglich diese Bilanzen aller Reaktionsteilnehmer zu einer Summenbilanz zusammenzufassen.
Dazu werden faktisch die Einzelbilanzen summiert.
Summen-Stoffmengenbilanz für Batchbetrieb:
{\displaystyle \sum _{i}n_{i}(t)=\sum _{i}n_{i,0}+(\sum _{i}\nu _{i})\cdot \xi {(t)}} bzw. {\displaystyle n_{ges}(t)=n_{ges,0}+(\sum _{i}\nu _{i})\cdot \xi {(t)}}
Teilen durch das konstante Volumen V (volumenkonstante Reaktion !) führt zur Summen-Stoffmengenkonzentration-Bilanz für Batchbetrieb:
{\displaystyle \sum _{i}c_{i}(t)=\sum _{i}c_{i,0}+(\sum _{i}\nu _{i})\cdot \Phi {(t)}} bzw. {\displaystyle c_{ges}(t)=c_{ges,0}+(\sum _{i}\nu _{i})\cdot \Phi {(t)}}

### Bilanzgleichungen für eine Gleichgewichtsreaktion
Aus den Definitionen von maximaler (theoretischer) Umsatzvariable {\displaystyle \xi _{max}} (der Hinreaktion) und des Reaktionsgrades {\displaystyle \alpha } (der Gleichgewichtsreaktion) lassen sich folgende Bilanzgleichungen durch Substitution und Umstellen der Gleichungen aufstellen:
{\displaystyle n_{i,GG}=n_{i,0}+\nu _{i}\cdot \xi _{GG}=n_{i,0}+\nu _{i}\cdot \alpha _{GG}\cdot \xi _{max}}
Teilen der Gleichung durch das konstante Volumen (für volumenkonstante Reaktionen) liefert:
{\displaystyle c_{i,GG}=c_{i,0}+\nu _{i}\cdot \Phi _{GG}=c_{i,0}+\nu _{i}\cdot \alpha _{GG}\cdot \Phi _{max}}
Die Gleichungen beschreiben also nicht Hinreaktion und Rückreaktion einzeln, sondern als Gesamtsystem (Blackbox). Ausgangsstoffe und Produkte können (als i) berechnet werden von t=0 bis zum Zeitpunkt der Gleichgewichtseinstellung. Die stöchiometrischen Koeffizienten der Ausgangsstoffe sind negativ einzusetzen.
Die theoretischen Maximalwerte der genutzten Umsatzvariable werden aber aus den Anfangs-Stoffmengen oder Anfangs-Konzentrationen (der Zeit t=0) der Ausgangsstoffe der produktbildenden Hinreaktion berechnet und betreffen daher die Hinreaktion.

### Gültigkeitsbereich der Bilanzgleichungen
Bilanzgleichungen die das Volumen V (oder Stoffmengenkonzentrationen c) enthalten haben nur Gültigkeit für volumenkonstante chemische Reaktionen. Im Batchbetrieb muss also das tatsächliche Reaktionsvolumen (Volumen einer Lösung etc.) konstant sein. Das System ist hier ein geschlossenes. Im Fließbetrieb sind eintretender Volumenstrom und austretender Volumenstrom gleich groß, also konstant. Das System ist ein offenes.
Für den Fall, das die Reaktion nicht volumenkonstant ist, können die anderen Bilanzgleichungen (stoffmengenbezogene Umsatzvariable sowie massenbezogene Umsatzvariable) noch angewendet werden. Da Masse und Massenstrom unveränderlich sind im Batchprozess bzw. Fließprozess ist leicht nachvollziehbar, dass diese Bilanzgleichungen und deren modifizierte Umsatzvariable allgemeine Gültigkeit haben. Hingegen gilt die volumenbezogene Umsatzvariable und deren Gleichung nur für konstantes Volumen oder konstanten Volumenstrom.

## Herleitung integraler Bilanzgleichungen

### Differentiale von Umsatz und Umsatzvariablen
Die ersten Ableitungen der Definitionsgleichungen von Umsatz X, Umsatzvariable {\displaystyle \xi } und modifizierten Umsatzvariablen haben fundamentale Bedeutung für die Schaffung integraler Konzentrations-Zeit-Gesetze mittels Integration durch Substitution (meist mit zusätzlicher Anwendung der Partialbruchzerlegung).
Bei der Integration mit Substitution müssen die auszutauschenden Differentiale durch einen gleichwertigen Ausdruck ersetzt werden. Dazu werden die Ableitungen der folgenden Größen herangezogen:
Umsatz:
{\displaystyle X_{i}(t)={\frac {n_{i,0}-n_{i}(t)}{n_{i,0}}}={\frac {c_{i,0}-c_{i}(t)}{c_{i,0}}}} abgeleitet: {\displaystyle dX_{i}={\frac {1}{n_{i,0}}}\cdot (-dn_{i})={\frac {1}{c_{i,0}}}\cdot (-dc_{i})}
Umsatzvariable:
{\displaystyle \xi _{j}(t)={\frac {n_{i}(t)-n_{i,0}}{\nu _{i}}}} abgeleitet: {\displaystyle d\xi _{j}={\frac {1}{\nu _{i}}}\cdot dn_{i}}
volumenbezogene Umsatzvariable:
{\displaystyle \Phi _{j}(t)={\frac {c_{i}(t)-c_{i,0}}{\nu _{i}}}} abgeleitet: {\displaystyle d\Phi _{j}={\frac {1}{\nu _{i}}}\cdot dc_{i}}
Die stöchiometrischen Koeffizienten der Ausgangsstoffe sind negativ einzusetzen. Die betrachteten Stoffe sind mit Indice "i" betitelt. Die betrachtete unabhängige Einzelreaktion (Hinreaktion) an der sie teilnehmen ist mit Indice "j" betitelt.
Der Umsatz ist nur für Ausgangsstoffe anwendbar, ist auf einen Ausgangsstoff i bezogen und kann auch mehrere unabhängige Einzelreaktionen (j) umfassen.
Dies lässt sich wie folgt (für eine unabhängige Einzelreaktion j) zusammenfassen:
- allgemeingültig:

{\displaystyle dn_{i}=\nu _{i}\cdot d\xi _{j}=n_{i,0}\cdot (-dU_{i})}
- und für konstantes Volumen (volumenkonstante Reaktion):

{\displaystyle dc_{i}={\frac {1}{V}}\cdot dn_{i}={\frac {\nu _{i}}{V}}\cdot d\xi _{j}={\frac {n_{i,0}}{V}}\cdot (-dU_{i})=c_{i,0}\cdot (-dU_{i})=\nu _{i}\cdot d\Phi _{j}}
Der Proportionalitätsfaktor (Konstante) zwischen zwei betrachteten Differentialen fließt dann mit in die Integration durch Substitution ein.
Elementare Grundlage zur Erstellung der integralen Konzentrations-Zeit-Bilanz stellt die differentielle Definition der Reaktionsgeschwindigkeit r dar:
{\displaystyle r={\text{f(c,p,T)}}={\frac {1}{\nu _{i}\cdot V}}\cdot {\frac {dn_{i}}{dt}}={\frac {1}{\nu _{i}}}\cdot {\frac {dc_{i}}{dt}}={\frac {1}{V}}\cdot {\frac {d\xi _{j}}{dt}}={\frac {d\Phi _{j}}{dt}}}

### Fundamentaler integraler Ansatz
Aus den schon genannten Differentialen der (integralen) Definitionsgleichungen von Umsatz oder Fortschreitungsgrad folgt beispielsweise:
{\displaystyle \int _{n_{i,0}}^{n_{i}(t)}dn_{i}=\nu _{i}\cdot \int _{\xi _{j}=0}^{\xi _{j}(t)}d\xi _{j}} oder gleichbedeutend als Lösung des bestimmten Integrals:
{\displaystyle n_{i}(t)-n_{i,0}=\nu _{i,j}\cdot (\xi _{j}(t)-0)=\nu _{i,j}\cdot \xi _{j}(t)}
Hier ist i der betrachtete Stoff der an der Reaktion j teilnimmt. Es findet also nur eine Reaktion statt, an der i teilnimmt.
Für konstantes Volumen kann obige Gleichung umgeschrieben werden:
{\displaystyle {\frac {1}{V}}\cdot \int _{n_{i,0}}^{n_{i}(t)}dn_{i}=\int _{c_{i,0}}^{c_{i}(t)}dc_{i}={\frac {\nu _{i}}{V}}\cdot \int _{\xi _{j}=0}^{\xi _{j}(t)}{d\xi _{j}}={\nu _{i}}\cdot \int _{\Phi _{j}=0}^{\Phi _{j}(t)}{d\Phi _{j}}}
Hier lautet die Lösung der bestimmten Integrale (für konstantes Volumen) also:
{\displaystyle {\frac {1}{V}}\cdot (n_{i}(t)-n_{i,0})=c_{i}(t)-c_{i,0}={\frac {\nu _{i,j}}{V}}\cdot (\xi _{j}(t)-0)=\nu _{i,j}\cdot (\Phi _{j}(t)-0)}
Zum Zeitpunkt t=0 wurde noch keine Stoffmenge umgesetzt. Die Fortschreitungsgrade müssen hier also Null sein (untere Integrationsgrenze). Zu jeder späteren Zeit wurde Stoffmenge umgesetzt. Stoffmengen und Stoffmengenkonzentrationen von Ausgangsstoffen nehmen ab. Der stöchiometrische Koeffizient {\displaystyle \nu _{i,j}}
für Ausgangsstoffe ist negativ einzusetzen, da Fortschreitungsgrade konventionsgemäß nur positive Werte haben (das Integral hat eine positive Fläche !).
Die unbestimmten Integrale (Stammfunktion) lauten also formell:
{\displaystyle n_{i}+{C_{i}}=\nu _{i,j}\cdot (\xi _{j}+{C_{i}})} (allgemeingültig für eine ablaufende Reaktion j)
sowie
{\displaystyle c_{i}+{C_{i}}=\nu _{i,j}\cdot (\Phi _{j}+{C_{i}})} (gültig für eine einzige Reaktion j bei Volumenkonstanz)
Ci ist eine Integrationskonstante. Das kleine ci ist die Stoffmengenkonzentration. Der stöchiometrische Koeffizient {\displaystyle \nu _{i}} ist also jeweils Proportionalitätsfaktor (Konstante) zwischen den betrachteten zwei Größen.
Bei der Integration kann die maximal mögliche obere Integrationsgrenze (Zeit, Fortschreitungsgrad, volumenbezogener Fortschreitungsgrad, Stoffmenge) den maximal möglichen Fortschreitungsgrad (je nach Anfangskonzentrationen der Ausgangsstoffe) nicht übersteigen, da sonst rechnerisch die Stoffmengen(konzentrationen) der Ausgangsstoffe formell negativ werden. Real gibt es aber keine negativen Stoffmengen(konzentrationen).
Beim Erreichen des maximal möglichen Fortschreitungsgrades ist die Reaktion beendet. Mindestens einer der Ausgangsstoffe ist vollständig verbraucht, seine Stoffmengenkonzentration ist nun Null. Die Stoffmengenkonzentration der Reaktionsprodukte hat hingegen ihr mögliches Maximum erreicht.

### Reaktionskinetisches Modell als Grundlage der Integration
Je nachdem, ob ein, zwei oder sogar drei Ausgangsstoffe vorliegen in der Reaktionsgleichung wird ein leicht verändertes Modell der chemischen Kinetik angesetzt.
Für einen Ausgangsstoff (A) lautet es für die (beispielhafte) Reaktionsgleichung mit dem Reaktionsprodukt C:
{\displaystyle \mathrm {\nu _{A}\ A\longrightarrow \nu _{C}\ C} }
{\displaystyle r={\frac {1}{\nu _{A}}}{\frac {(-dc_{A})}{dt}}={\frac {1}{\nu _{C}}}{\frac {dc_{C}}{dt}}={\frac {d\Phi }{dt}}=k\cdot (c_{A})^{a}}
sowie für zwei Ausgangsstoffe (A und B):
{\displaystyle \mathrm {\nu _{A}\ A+\nu _{B}\ B\longrightarrow \nu _{C}\ C} }
{\displaystyle r={\frac {1}{\nu _{A}}}{\frac {(-dc_{A})}{dt}}={\frac {1}{\nu _{B}}}{\frac {(-dc_{B})}{dt}}={\frac {1}{\nu _{C}}}{\frac {dc_{C}}{dt}}={\frac {d\Phi }{dt}}=k\cdot (c_{A})^{a}\cdot (c_{B})^{b}}
Stoff {\displaystyle A} ist in beiden Fällen die Bezugskomponente der Bilanzierung. Die Reaktionsgeschwindigkeitskonstante k hat in älterer Literatur daher einen tiefgestellten Index {\displaystyle A}. Das Differential der Stoffmengenkonzentration {\displaystyle dc_{A}} ist also das des Bezugsstoffes A. Die Exponenten {\displaystyle a} und {\displaystyle b} (oft auch m und n betitelt; m ist aber in Bilanzierungen die Masse und n die Stoffmenge, was hier unpraktisch wäre) sind ebenso wie {\displaystyle k} sind Modellkonstanten und müssen in einem chemischen Versuch bestimmt werden.
Die Exponenten {\displaystyle a} und {\displaystyle b} können mit dem jeweiligen Stöchiometrischen Koeffizienten {\displaystyle \nu _{i}} des betrachteten Reaktionsteilnehmers {\displaystyle i} (Stoff) aus der Reaktionsgleichung identisch sein, müssen aber nicht gleich groß sein. Nur durch einen Versuch ermittelt man sicher ihre Werte.
Da (definitionsgemäß) die Reaktionsgeschwindigkeit {\displaystyle r} ebenso positive Werte hat, wie die Reaktionsgeschwindigkeitskonstante {\displaystyle k} und die Stoffmengenkonzentrationen {\displaystyle c} als auch der volumenbezogene Fortschreitungsgrad (Umsatzvariable) {\displaystyle \Phi }, ist der stöchiometrische Koeffizient {\displaystyle \nu } des Ausgangsstoffes hier als negative Zahl im Nenner des Bruchs einzusetzen. Die Stoffmengen(konzentrationen) von Ausgangsstoffen nehmen ab. Ausgangsstoffe werden verbraucht. Ihr Differential (hier {\displaystyle dc_{A}}) ist daher negativ.
Die genannten "einfachen" kinetischen Modelle haben insbesondere nur für Reaktionen in Lösungen Gültigkeit, wenn also keine komplizierten Reaktionsmechanismen (Diffusion an eine Katalysator-Oberfläche – und zurück – etc.) vorliegen, die als kinetischer Zwischenschritt geschwindigkeitsbestimmend sind.

## Unterscheidung zwischen Fortschreitungsgrad und Umsatzvariable nach einer veralteten Definition
Ein für den Lehrbetrieb an Hochschulen der DDR zugelassenes Buch aus dem Jahr 1978 unterschied noch zwischen Fortschreitungsgrad {\displaystyle \xi }
und Umsatzvariable x.
Der Fortschreitungsgrad war so definiert, wie heute üblich:
{\displaystyle \xi ={\frac {n_{i}-n_{i,0}}{\nu _{i}}}}
Hingegen wurde der volumenbezogene Fortschreitungsgrad (nach heute üblicher Definition) mit einem kleinen x als Formelzeichen versehen und als „Umsatzvariable“ x betitelt:
{\displaystyle x={\frac {c_{i}-c_{i,0}}{\nu _{i}}}}
Im gleichen Buch wurde das kleine „x“ zusätzlich noch für den Stoffmengenanteil verwendet.
Genannte Definitionen waren im SI-System um 1978 festgelegt (siehe: Kapitel "Geschichte").